# Sparkster
Sparkster (スパークスター, Supākusutā) est un jeu vidéo d'action et de plates-formes à défilement horizontal sorti en 1994. Développé et édité par Konami sur Super Nintendo, le jeu est réalisé par Hideo Ueda. 
Sparkster partage un titre identique en Europe et en Amérique du Nord avec une version sortie sur Mega Drive, notamment titrée Sparkster: Rocket Knight Adventures 2 au Japon. La version sur Mega Drive est la suite de Rocket Knight Adventures, le premier jeu de la série, dont la version sur Super Nintendo ne partage pas la continuité, les deux versions étant différentes.

## Système de jeu
Jeu de plateforme, Sparkster est aussi le personnage principal du jeu, il se bat à l'aide d'une épée et est aux contrôles d'un oiseau mécanique selon le niveau du jeu. Les niveaux se déroulent majoritairement sur un plan en 2D où le joueur évolue de plateforme en plateforme, les phases où Sparkster est accompagné d'un engin mécanique ou équipé d'ailes, se déroulent respectivement en scrolling horizontal et vertical. Le jeu contient une dizaine de niveaux avec un boss intermédiaire et un boss final pour clore un niveau. Les contrôles par défaut se composent de trois actions, les boutons A et B sont attribués pour les sauts, les boutons X et Y pour les attaques et les gâchettes pour les roulades (L pour une roulade vers la gauche, R pour une roulade vers la droite). En maintenant la touche X ou Y, une barre bleue située en haut à droite de l'écran se remplit, une fois qu'elle clignote en rouge, le personnage peut effectuer un saut plus important si le bouton est maintenu avec la touche directionnelle Haut. La même manipulation combinée avec la croix directionnelle Avant permet au personnage de réaliser un dash qui inflige des dégâts. Le personnage dispose de sept cœurs comme point de vie, il perd un demi-cœur à chaque fois qu'il est touché. S'il tombe à zéro cœur, le joueur recommence le niveau dès le début. Les niveaux contiennent des pommes et des bananes qui servent à récupérer des points de vie une fois ramassés. Les niveaux comportent également des joyaux à récolter, 100 joyaux ajoutent une vie supplémentaire au joueur. La sauvegarde est gérée via mot de passe que le joueur doit prendre soin de noter.